# ليون جذر
ليون جذر (بالإنجليزية: Leon Root)‏ (و. 1929 – 2015 م) هو جراح، من الولايات المتحدة الأمريكية، ولد في جيرسي سيتي، توفي في مانهاتن، عن عمر يناهز 86 عاماً.

## التعليم
تعلم في كلية طب نيويورك.